# Short S.26
Шорт S.26 G-класу (англ. Short S.26 G-Class) — британський чотиримоторний летючий човен-пасажирський літак, розроблений на замовлення авіакомпанії Imperial Airways для трансатлантичних перельотів. Після початку Другої світової війни всі виготовлені літаки були включені до складу Королівських ВПС.

## Історія
S.26 з'явився через запит основної авіакомпанії Великої Британії Imperial Airways на створення дальнього пасажирського/поштового летючого човна, який б літав на маршруті Фойнес (Ірландія) — Нью-Йорк. Компанія Short Brothers запропонувала збільшений і дещо модифікований варіант свого Short S.23 С-Class під позначенням S.26. Новий літак в цілому був схожий на попередника, але мав тоншу задню частину (вже випробувану на літаку Short Sunderland) і збільшену кабіну для ще одного члену екіпажу. Літак мав оснащуватись чотирма двигунами Bristol Hercules і баками на 16 365 літри пального, завдяки яким S.26 міг долати 5150 км на одній заправці.
Imperial Airways замовило три такі літаки, які отримали назви «Золота лань» (англ. Golden Hind), «Золоте руно» (англ. Golden Fleece) і «Золотий ріг» (англ. Golden Horn). Перший літак — «Золота лань» була готова 17 червня 1939 року, а 21 липня з пілотом Джоном Паркером вперше піднялась в повітря. 24 вересня 1939 року літак був переданий Imperial Airways, але через війну всі три були забрані на користь армії. Літаки отримали бронювання місць екіпажу і паливних баків, встановлений ASV радар, бомбові кріплення під крилами та три турелі з чотирма 7,7-мм кулеметами в кожній: дві зверху і одна в хвості. Для встановлення останньої довелось переробити хвіст літака. Також в під хвостом розташовувались пускові установки для скидання сигнальних вогнів і димових міток. Модифікований літак отримав позначення S.26M.
Після необхідних випробувань всі три літаки надійшли на озброєння до 119-ї ескадрильї в березні 1941 року, а в червні були приєднані до австралійської 10-й ескадрильї для польотів до Гібралтару і Середнього Сходу. 20 червня «Золоте руно» розбилось в морі біля мису Фіністерре через поломку двигунів. Інші два літаки теж зазнали ушкоджень літом 1941 року, але були відремонтовані і продовжували використовуватись. 6 грудня 1941 року 119-у ескадрилью було розформовано і S.26 були повернуті British Overseas Airways Corporation (яка замінила Imperial Airways).
На цивільній службі з літаків прибрали все військове обладнання і обладнали місця для 40 пасажирів, і 18 липня 1942 року почались пасажирські польоти між Британією і колоніями, зокрема на маршруті між Пулом і Лагосом. «Золотий ріг» загорівся 9 січня 1943 і розбився на ріці Тахо біля Лісабона. «Золота лань» успішно використовувалась до 21 вересня 1947 року, коли була продана і згодом списана в 1954 році.

## Тактико-технічні характеристики
Дані з Consice Guide to British Aircraft of World War II

### Технічні характеристики
- Екіпаж: 7 осіб
- Довжина: 30,89 м
- Висота: 11,46 м
- Розмах крила: 40,94 м
- Площа крила: 200,66 м ²
- Маса порожнього: 17 103 кг
- Максимальна злітна маса: 33 793 кг
- Двигуни: 4 × Bristol Hercules IVC
- Потужність: 4 × 1380 к. с. (1029 кВт.)

### Льотні характеристики
- Максимальна швидкість: 336 км/год (на висоті 1675 м)
- Крейсерська швидкість: 290 км/год (на висоті 2285 м)
- Дальність польоту: 5150 км

### Озброєння
- Захисне:
  - 4 × 7,7-мм кулемети в верхній турелі
  - 4 × 7,7-мм кулемети в верхній турелі
  - 4 × 7,7-мм кулемети в хвостовій турелі
- Бомбове:
  - до 907 кг бомб